# Ariel Ledheros
Ariel Emiliano Ledheros (Paraná, Provincia de Entre Ríos, Argentina; 4 de enero de 1992) es un futbolista argentino. Juega como delantero y su primer equipo fue Unión de Santa Fe. Actualmente milita en Atlético María Grande de la Liga de Fútbol de Paraná Campaña.

## Trayectoria
Su debut como profesional se produjo el 15 de mayo de 2010, en la derrota de Unión 2-0 ante Defensa y Justicia. Ese día ingresó a los 41 del ST en reemplazo de Ricardo Acosta.
Jugó también en Atlético Rafaela, Alvarado de Mar del Plata, Atlético Paraná y Belgrano de Paraná.

## Clubes
| Club                      | País      | Año       |
| ------------------------- | --------- | --------- |
| Unión de Santa Fe         | Argentina | 2010-2011 |
| Atlético Rafaela          | Argentina | 2011-2013 |
| Alvarado de Mar del Plata | Argentina | 2013-2014 |
| Atlético Paraná           | Argentina | 2014      |
| Belgrano de Paraná        | Argentina | 2015      |
| Atlético María Grande     | Argentina | 2016-?    |

### Estadísticas
- Actualizado al 31 de diciembre de 2015

| Club                       | Div.                | Temporada           | Liga | Liga | Copa Nacional | Copa Nacional | Copa Internacional | Copa Internacional | Total | Total |
| Club                       | Div.                | Temporada           | PJ   | G    | PJ            | G             | PJ                 | G                  | PJ    | G     |
| -------------------------- | ------------------- | ------------------- | ---- | ---- | ------------- | ------------- | ------------------ | ------------------ | ----- | ----- |
| Unión Argentina            |                     |                     |      |      |               |               |                    |                    |       |       |
| 2.ª                        | 2009/10             | 1                   | 0    | -    | -             | -             | -                  | 1                  | 0     |       |
| 2.ª                        | 2010/11             | 0                   | 0    | -    | -             | -             | -                  | 0                  | 0     |       |
| Total                      | Total               | 1                   | 0    | -    | -             | -             | -                  | 1                  | 0     |       |
| Atlético Rafaela Argentina |                     |                     |      |      |               |               |                    |                    |       |       |
| 1.ª                        | 2011/12             | 0                   | 0    | 1    | 0             | -             | -                  | 1                  | 0     |       |
| 1.ª                        | 2012/13             | 3                   | 0    | 1    | 0             | -             | -                  | 4                  | 0     |       |
| Total                      | Total               | 3                   | 0    | 2    | 0             | -             | -                  | 5                  | 0     |       |
| Alvarado Argentina         |                     |                     |      |      |               |               |                    |                    |       |       |
| 3.ª                        | 2013/14             | 9                   | 1    | 1    | 0             | -             | -                  | 10                 | 1     |       |
| Total                      | Total               | 9                   | 1    | 1    | 0             | -             | -                  | 10                 | 1     |       |
| Atlético Paraná Argentina  |                     |                     |      |      |               |               |                    |                    |       |       |
| 3.ª                        | 2014                | 2                   | 0    | 1    | 0             | -             | -                  | 3                  | 0     |       |
| Total                      | Total               | 2                   | 0    | 1    | 0             | -             | -                  | 3                  | 0     |       |
| Belgrano (P) Argentina     |                     |                     |      |      |               |               |                    |                    |       |       |
| 4.ª                        | 2015                | 6                   | 0    | -    | -             | -             | -                  | 6                  | 0     |       |
| Total                      | Total               | 6                   | 0    | -    | -             | -             | -                  | 6                  | 0     |       |
| Total en su carrera        | Total en su carrera | Total en su carrera | 21   | 1    | 4             | 0             | -                  | -                  | 25    | 1     |

## Palmarés
| Título                  | Club            | País      | Año  |
| ----------------------- | --------------- | --------- | ---- |
| Ascenso a la B Nacional | Atlético Paraná | Argentina | 2014 |